# Jemaring
Jemaring is een bestuurslaag in het regentschap Lahat van de provincie Zuid-Sumatra, Indonesië. Jemaring telt 586 inwoners (volkstelling 2010).